# Phân họ Bèo tấm
Phân họ Bèo tấm (danh pháp khoa học: Lemnoideae) là một phân họ trong họ Ráy (Araceae). Các phân loại trước thế kỷ 21 có xu hướng phân loại nhóm này như một họ tách biệt với danh pháp Lemnaceae.

## Đặc điểm
Các loài thực vật này rất đơn giản, chúng thiếu thân hoặc lá, nhưng bao gồm cấu trúc nhỏ giống như lưỡi lam trôi nổi trên hoặc chỉ ngay dưới bề mặt nước, có hoặc không có các rễ con đơn giản. Sự sinh sản của chúng chủ yếu là vô tính, nhờ nảy chồi, nhưng thỉnh thoảng thì hoa, bao gồm 2 nhị hoa và một nhụy hoa (đôi khi gọi nó là cụm hoa gồm 3 hoa đơn tính) cũng được sinh ra. Quả là loại túi nhỏ, một cái túi chứa không khí và hạt, nhằm mục đích có thể nổi được. Hoa của chi Wolffia là nhỏ nhất trong các loài hoa, nó chỉ dài 0,3 mm.
Bèo tấm là nguồn thức ăn quan trọng cho các loại chim nước, cũng như được người sử dụng, ở một vài nơi trong khu vực Đông Nam Á dưới tên gọi khai-nam. Một số loài bèo tấm được nuôi trồng trong các bể cảnh nước ngọt và ao hồ và chúng phát triển khá nhanh, mặc dù trong các ao hồ lớn có thể là rất khó loại trừ một khi chúng đã có mặt. Bèo tấm có vai trò quan trọng trong việc khắc phục tình trạng dư thừa các chất dinh dưỡng dạng khoáng chất dư thừa trong các ao hồ bằng biện pháp sinh học do chúng phát triển nhanh và hấp thụ phần lớn các chất này, cụ thể là các nitrat và phosphat. Nó cũng làm giảm tỷ lệ bay hơi của nước.

## Phân loại
Họ Bèo tấm được phần lớn các hệ thống phân loại thực vật công nhận, nhưng lại không được hệ thống APG II công nhận: trong hệ thống này người ta đưa chúng vào họ Araceae (các loài ráy, khoai nước v.v).
Các chi trong phân họ bao gồm:
- Spirodela: bèo tấm tía
- Landoltia
- Lemna: bèo tấm
- Wolffiella
- Wolffia: bèo cám

## Phát sinh loài
Từ năm 1876 người ta đã ngờ rằng nhóm này có quan hệ với họ Araceae nhưng trước khi phát sinh loài phân tử ra đời thì người ta khó có thể kiểm tra giả thuyết này. Các nghiên cứu bắt đầu từ năm 1995 đã xác nhận vị trí của nó trong họ Araceae và phần lớn các nhà hệ thống học kể từ đó đã coi chúng là một phần của họ này.
Vị trí của nhóm này trong họ Ráy được một số nghiên cứu gần đây đặt như trong biểu đồ dưới đây. Chúng không có quan hệ gần với bèo cái (Pistia stratiotes), cũng là một loài thực vật thủy sinh trong họ Araceae.
|  | Gymnostachydoideae |
|  |                    |
|  | Orontioideae       |
|  |                    |

|  | Lemnoideae (bèo tấm)    |
|  |                         |
|  | phần lớn của họ Araceae |
|  |                         |

## Hình ảnh

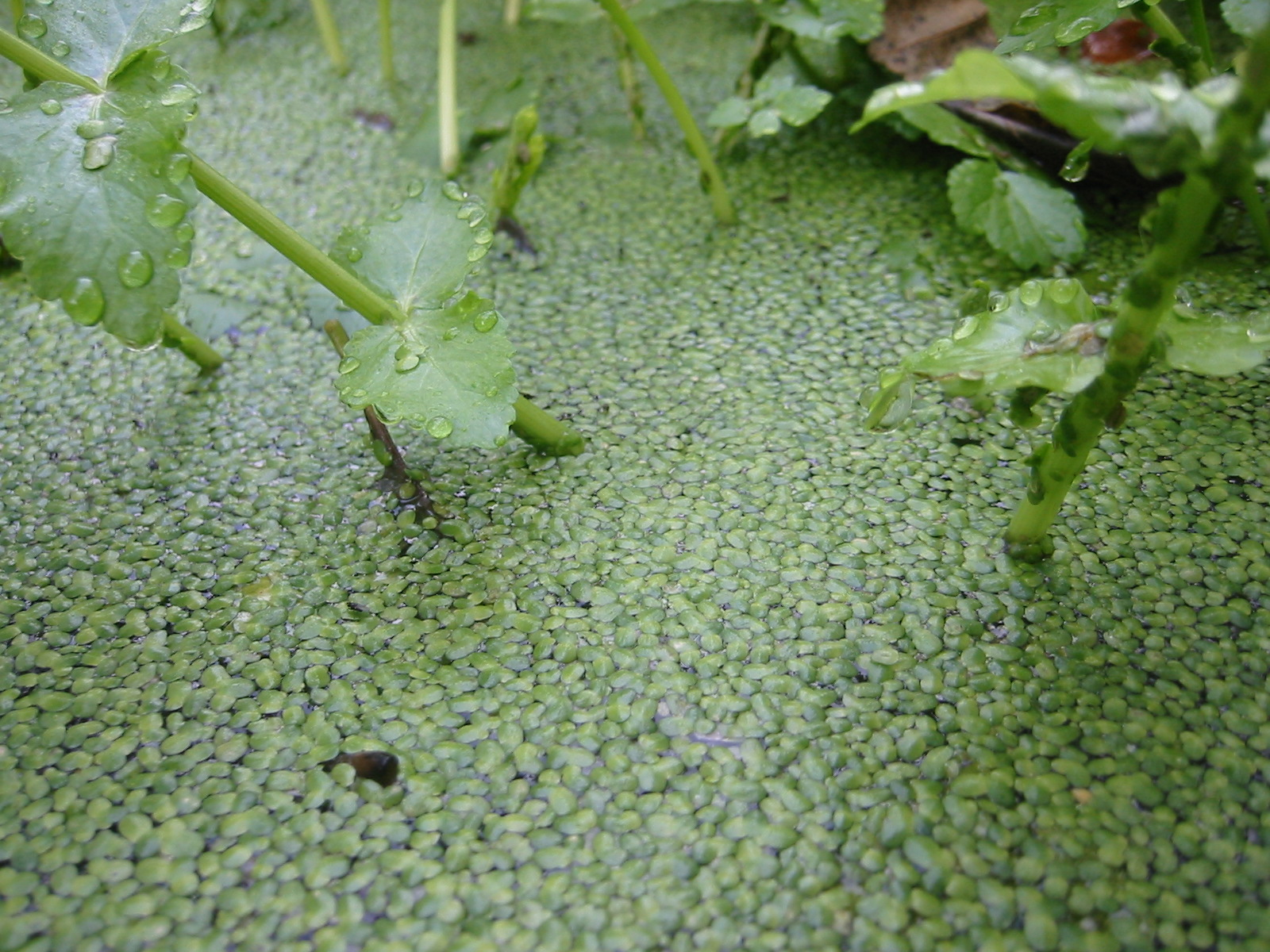
Bèo tấm ở Galicia, Tây Ban Nha
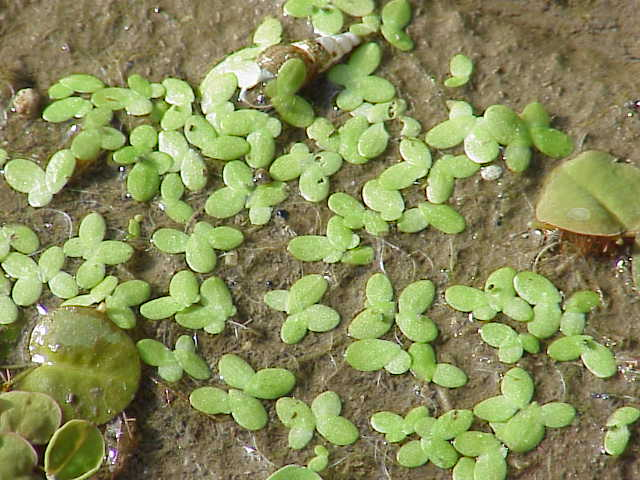
Lemna minor
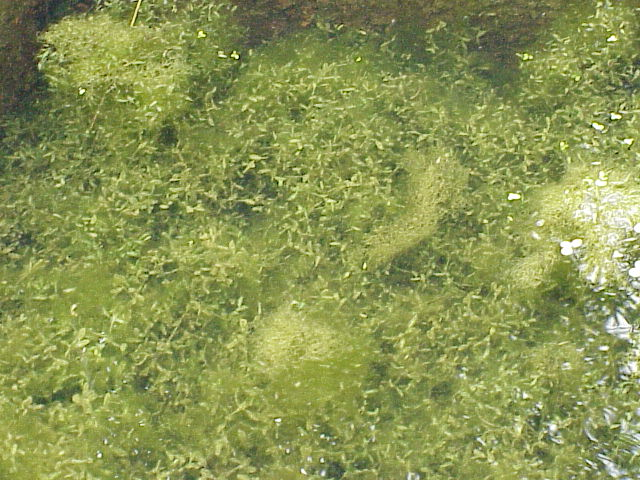
Lemna trisulca